# Basler Personenschifffahrt
Die Basler Personenschifffahrt AG (BPG) ist eine schweizerische Aktiengesellschaft und betreibt von März bis Oktober Kursfahrten und ganzjährige Erlebnis- und Extrafahrten (Charter) auf dem Rhein um Basel.

## Geschichte
Die Gesellschaft wurde 1924 in Form einer Genossenschaft gegründet. Initiant war der Ingenieur Rudolf Gelpke (1873–1940), der sich sein ganzes Leben lang für eine Personenschifffahrt auf Ober- und Hochrhein eingesetzt hatte. Schon nach kurzer Zeit aber entbrannte ein heftiger Konkurrenzkampf mit der 1927 gegründeten Basler Schifffahrt-Aktiengesellschaft (BRAG), welche dank in Deutschland billiger gebauter Schiffe günstigere Fahrtarife anbieten konnte. Im Jahre 1938 kam es zur Liquidation der BPG und die BRAG betrieb als einzige den Personenverkehr. 1968 wurde die BRAG an ein ausländisches Unternehmen (SHV) verkauft und der Personenverkehr ausgelagert. Umgehend wurde die Basler Personenschiffahrts-Gesellschaft in Form einer Aktiengesellschaft neu gegründet. 2012 wurde sie in Basler Personenschifffahrt AG umbenannt.
Heute gehört die Gesellschaft zu 100 % in der Hand des Kantons Basel-Stadt.

## Streckennetz
Das Stammnetz reicht von Basel hinauf bis nach Rheinfelden und rheinabwärts bis nach Huningue (Frankreich). Auf Anfrage sind auch Fahrten rheinabwärts bis Breisach und durch den Canal du Rhône au Rhin (dt.: Rhein-Rhône-Kanal) bis nach Mülhausen möglich. Die BPG bietet fahrplänmässige Schleusenfahrten sowie Rundfahrten in Basel (Lunch Boat mit Mittagessen und kommentierte Stadt- und Hafenrundfahrten), Erlebnisfahrten (Rundfahrten mit kulinarischem und teilweise Unterhaltungs-Angebot) und Extrafahrten (Schiffsmieten) an.

## Flotte
Die BPG besitzt aktuell drei Schiffe. Die Flotte besteht aus:
- Motorschiff Rhystärn, das Flaggschiff der BPG mit einer Kapazität von 600 Personen (260 Aussensitzplätze auf dem Panoramadeck)
- Motorschiff Christoph Merian, benannt nach Christoph Merian, mit einer Kapazität von 500 Personen (280 Sitzplätze)
- Motorschiff Baslerdybli, benannt nach der Basler Taube, im Nostalgielook der Dampfschiffära gebautes Kleinschiff mit einer Kapazität von 140 Personen (78 Sitzplätze)

Schiffe
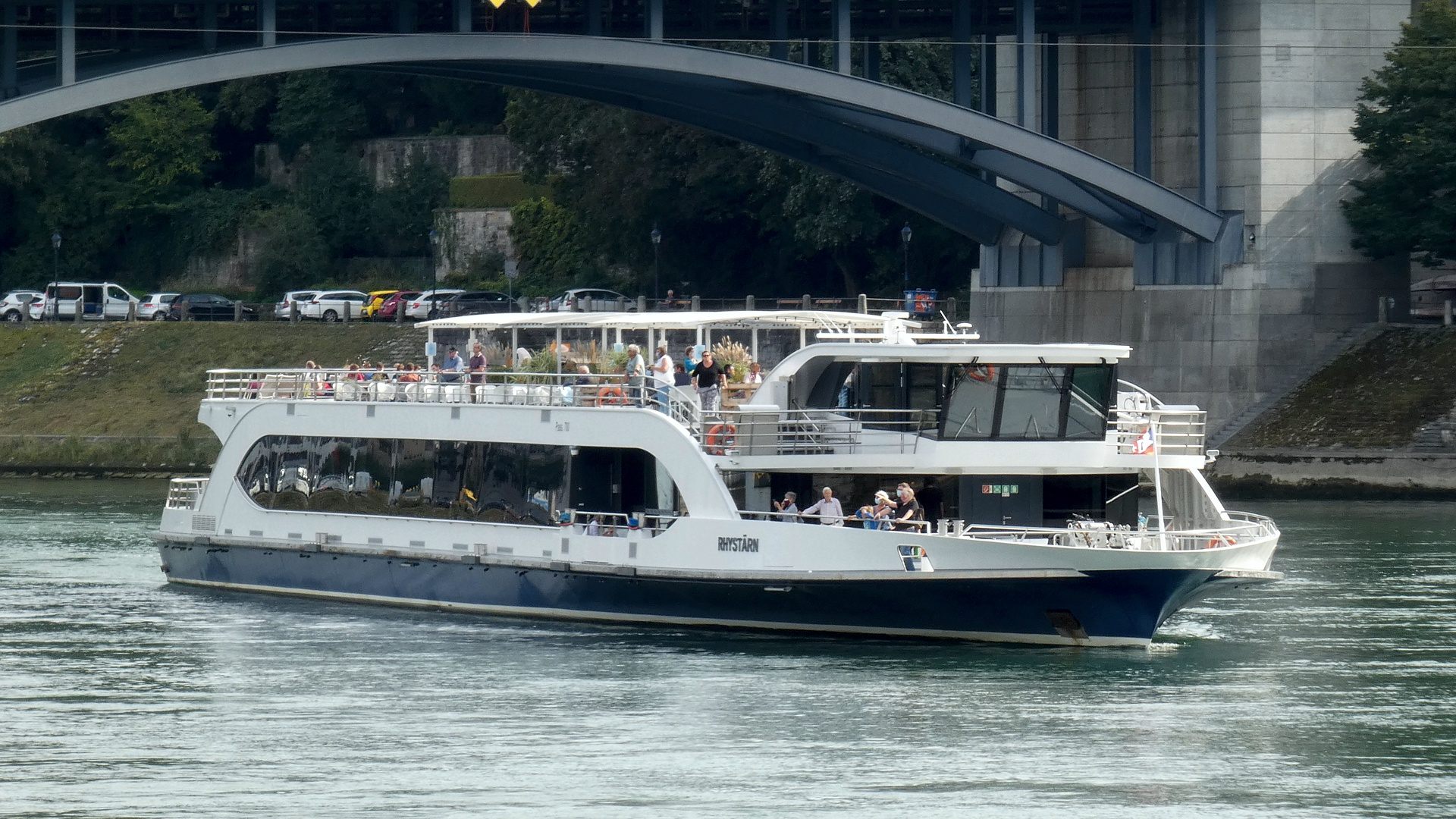
Rhystärn
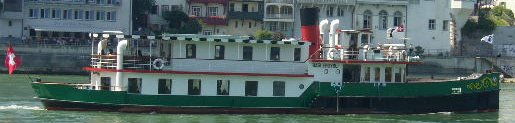
Baslerdybli
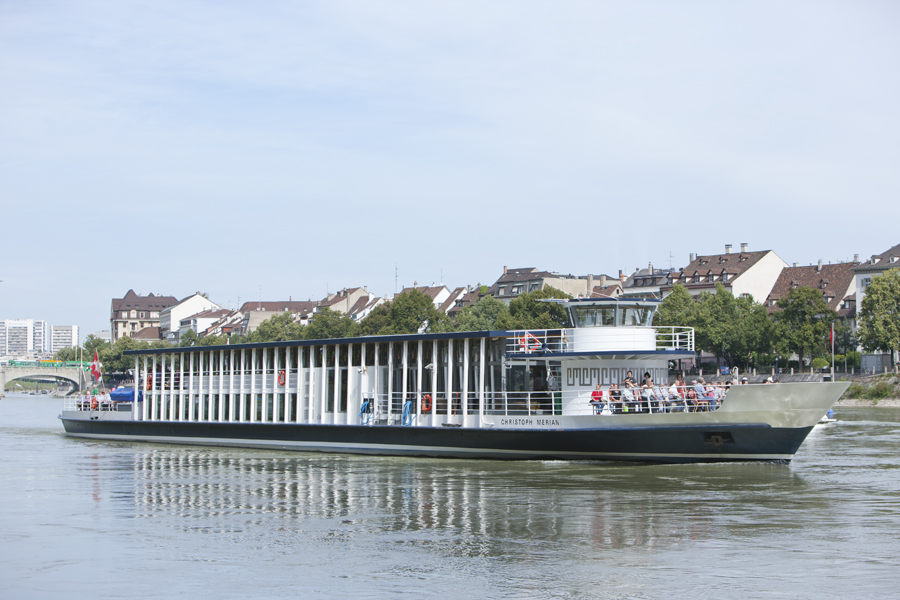
Christoph Merian

Das Motorschiff Lällekönig wurde 2018 nach der Indienststellung des Rhystärn an die Köln-Düsseldorfer Deutsche Rheinschiffahrt verkauft.